# Тварожна (Словакия)
Тварожна (словац. Tvarožná) — село и одноимённая община в районе Кежмарок Прешовского края Словакии. В письменных источниках начинает упоминаться с 1268 года.

## География
Село расположено в западной части края, у подножия горного массива Левочске-Врхи, в долине потока Дуранд, при автодороге 3092. Абсолютная высота — 674 метра над уровнем моря. Площадь муниципалитета составляет 35 км².

## Население
| Год:                | 1994 | 2004     | 2014     | 2024     |
| ------------------- | ---- | -------- | -------- | -------- |
| Количество человек: | 555  | 630      | 714      | 825      |
| Разница:            |      | +13,51 % | +13,33 % | +15,54 % |

По данным последней официальной переписи 2011 года, численность населения Тварожны составляла 669 человек.
Национальный состав населения (по данным переписи населения 2011 года):
| Национальность | Численность, человек |
| -------------- | -------------------- |
| словаки        | 651                  |
| цыгане         | 2                    |
| поляки         | 2                    |
| чехи           | 1                    |
| русины         | 1                    |
| венгры         | 1                    |
| другие         | 1                    |
| не указана     | 20                   |